# Bosco Verticale
Le Bosco Verticale (littéralement « bois vertical » en français) est un complexe architectural conçu par Boeri Studio (Stefano Boeri, Gianandrea Barreca et Giovanni La Varra) avec l'aide d'horticulteurs et de botanistes. Constitué de deux tours d'habitations hautes respectivement de 76 mètres et de 110 mètres, il répond à un projet de renouvellement urbain du quartier milanais de Porta Nuova à Milan en Italie.
Ces deux tours expérimentent de nouvelles formes d'intégration écopaysagère du bâtiment, et d'intégration de la biodiversité dans le bâti. Inaugurées en 2014, elles contiennent plus de deux mille espèces d'arbres, y compris des arbustes et des grands arbres, répartis en façade sur les différents niveaux. Ce projet de reforestation verticale a pour objectifs d'augmenter la biodiversité, de réduire l'expansion urbaine et de contribuer à la régulation du microclimat.
Souvent décrit par les architectes et les médias comme une « forêt verticale » et cité comme un exemple d'écoconception urbain, le Bosco verticale a reçu de nombreux prix, notamment l'International Highrise Award en 2014, et a été reconnu par le Council on Tall Buildings and Urban Habitat comme « le gratte-ciel le plus beau et le plus innovant au monde » en 2015.
Au total, le complexe compte 131 appartements, dont le prix varie de 10 000 à 18 000 € le mètre carré en fonction de la hauteur.

## Situation géographique
Le complexe est situé à Milan, dans le  quartier Porta Nuova, entre la via Gaetano de Castillia et la via Federico Confalonieri, à proximité de la gare Milano Porta Garibaldi. Il fait partie du Centro Direzionale di Milano, un quartier d'affaires qui comprend plusieurs gratte-ciels, notamment la Tour UniCredit, le Palazzo Lombardia, la Tour Pirelli, la Tour Diamante et la Tour Solaria.
À 2,5 km de la Piazza del Duomo, les deux tours se trouvent à proximité d'un nœud de transport intermodal ferroviaire et routier. Outre  les transports en commun, on peut aussi s'y rendre en métro, aux stations Isola, Gioia, Zara, Garibaldi FS et Repubblica.
Afin d'amortir les vibrations causées par le trafic ferroviaire voisin, les tours sont dotées d'un système de dissipation d'énergie.

## Histoire

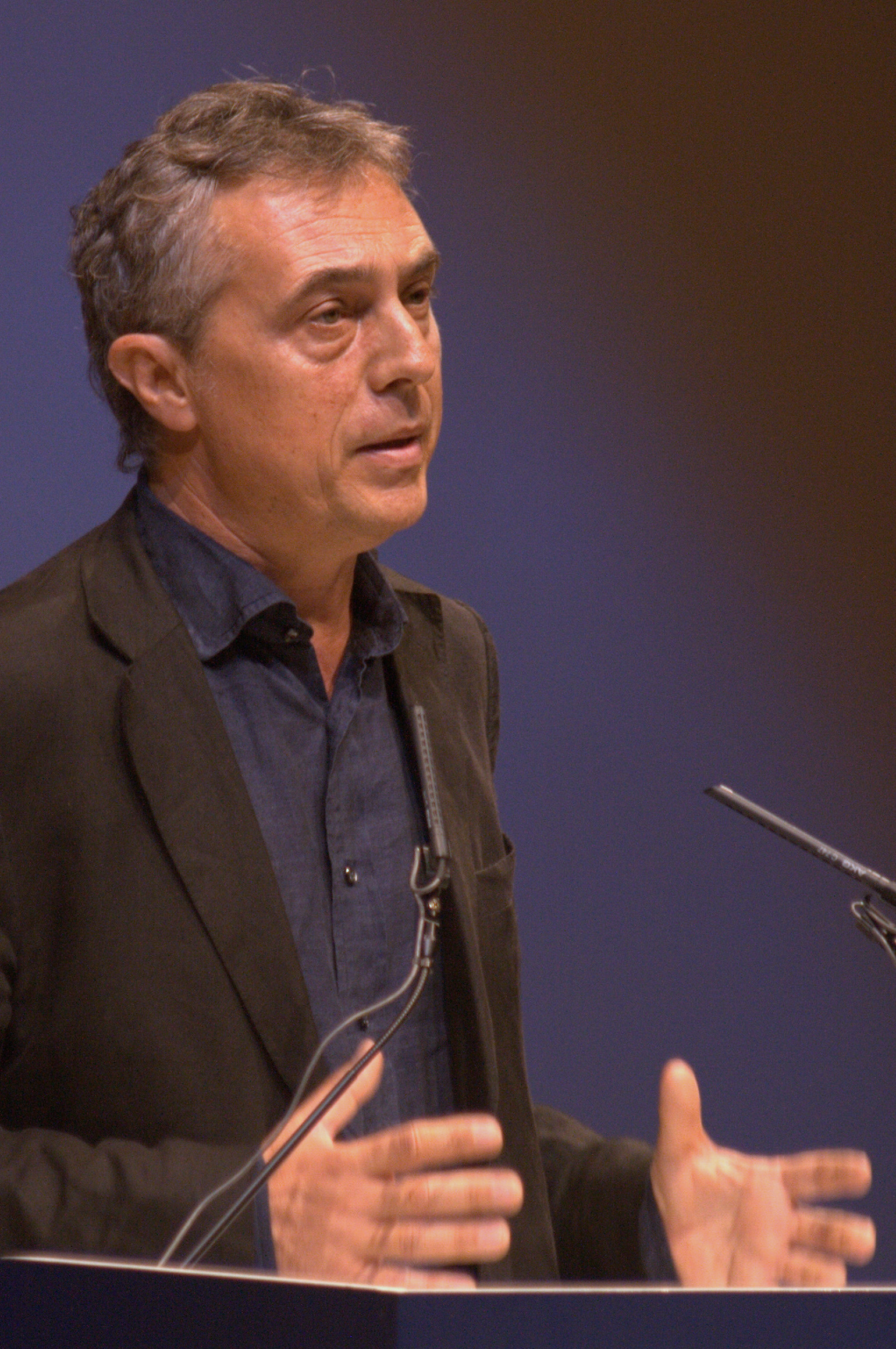
Stefano Boeri, né en 1956, architecte et éditeur, auteur principal du projet (ici à la Generali Expo 2015)

L'idée de construire un gratte-ciel recouvert d'arbres a vu le lumière en avril 2007 à Dubaï, alors qu'il occupait le poste de rédacteur en chef de Domus. Lors de sa visite de la métropole des Émirats arabes, l'architecte a été frappé par « ville minérale, composée de dizaines de nouvelles tours et de gratte-ciel, tous revêtus de verre ou de céramique ou de métal, reflétant tous la lumière du soleil et générant donc de la chaleur dans l'air et surtout sur le sol habité par les piétons ». Il s'inspirait aussi du récit d'Italo Calvino, Le Baron perché, dans lequel un jeune aristocrate décide de grimper dans un arbre et de ne plus en descendre.
Ce sont les facteurs qui ont incité Boeri à concevoir « deux tours recouvertes non pas de verre, mais de feuilles […], de plantes, d'arbustes, […], d'arbres, […], de vie », tout en garantissant une diminution de la consommation d'énergie grâce à l'action de l'écran végétal. Cette initiative a d'abord été rendue publique par la publication d'un article dans un journal italien, intitulé A Milano nascerà la prima torre biologica e sostenibile, puis par la rédaction d'un Manifeste du Bosco Verticale pour donner une impulsion à une architecture vivante et durable. Ces prémisses ont été jugées suffisantes par Hines, une multinationale de l'immobilier qui dirigeait à l'époque un vaste projet de réaménagement urbain et architectural dans le Centro Direzionale de Milan, dans le cadre du projet Porta Nuova.
La construction a commencé fin 2009 avec un total d'environ six mille ouvriers intervenus sur site. La réalisation des deux tours, confiée à l'entreprise ZH du Tyrol du Sud, a connu un décalage dans le calendrier initial en raison de contraintes imprévues. En effet, face aux défis posés par la crise économique de 2013, l'entreprise de construction a été contrainte de renoncer à la poursuite du projet, concluant un accord de composition en blanc le 22 avril 2013. Suite à une évaluation approfondie de l'état des travaux, de l'élaboration des projets de construction, de l'émission des commandes pour la fourniture des matériaux et des dispositions logistiques, l'entreprise a été remplacée par Colombo Costruzioni, qui a redémarré le chantier en mai de la même année.
L'installation des plantes s'est faite progressivement à partir du 13 juin 2012. Le projet Bosco Verticale, dont la finalisation est intervenue à l'automne 2014, a été inauguré et présenté aux citoyens le 10 octobre de la même année.

### Récompenses
Le 19 novembre 2014, Bosco Verticale a remporté l'International Highrise Award, un concours international biennal visant à décerner le prix du plus beau gratte-ciel du monde. Le bâtiment a été choisi parmi huit cents gratte-ciel de tous les continents pour sa capacité à « revitaliser un centre urbain ». 
La désignation de « gratte-ciel le plus beau et le plus innovant du monde » a été attribuée le 13 novembre 2015, lorsque le Conseil des bâtiments de grande hauteur et de l'habitat urbain, une initiative de l'Illinois Institute of Technology de Chicago, a décerné le titre de « Meilleure architecture du monde 2015 » à cette structure. Le choix du complexe comme lauréat du concours s'explique par son caractère unique et expérimental.
Enfin, l'organisme a également inclus l'œuvre de Boeri dans la publication de la liste des cinquante gratte-ciel les plus emblématiques du monde construits au cours des cinquante dernières années. Cette intégration est justifiée par la valeur de l'œuvre, qui incarne l'idée que la nature vivante peut devenir une composante essentielle du design et les forêts un principe indispensable de l'urbanisme, comme l'a souligné le designer.

## Concept, arguments, motivations
Le projet visait à redynamiser le quartier, tout en intégrant une dimension environnementale et paysagère forte à un quartier historique de Milan.
Il s'agissait aussi de combattre la périurbanisation et ses inconvénients en concevant des tours offrant les avantages d'une vie urbaine, mais aussi un environnement plus « naturel » aux habitants et usagers de la tour grâce à un total de près de 21 000 plantes qui étaient en place lors de la livraison du bâtiment.

### Spécificités environnementales
Alors que la population humaine se concentre majoritairement dans des mégapoles, la superficie mondiale de forêt continue de diminuer. Ce projet a voulu compenser localement la déforestation et la dégradation de la nature en installant une partie de la forêt perdue dans les deux tours. Il contribuera aussi à rénover l'image du quartier et de la ville de Milan.
C'est une première mondiale en termes d'écologie urbaine et un moyen nouveau d'intégrer (verticalement, c'est-à-dire du sol aux étages les plus hauts) l'arbre urbain. 
Les architectes ont visé à développer la biodiversité. Les façades abritent 800 arbre (dont 480 de première et deuxième taille, 300 de dimensions plus petites), 5 000 buissons de grande dimension et 15 000 plantes vivaces ou annuelles. Au total, la surface végétale couvre l'équivalent de deux hectares, soit 20 000 mètres carrés, comprenant 94 espèces végétales, dont 59 utiles aux oiseaux, 60 sortes d'arbres et arbustes, et 22 plantes vertes. Selon Boeri, « Pour chaque être humain vivant dans l’immeuble, il y a environ deux arbres, 10 arbustes et 40 plantes. »

### Avantages des plantes
Les plantes contribuent à produire de l'oxygène et à épurer l'air (dans une ville connue pour sa pollution atmosphérique), notamment en fixant voire en dégradant certaines particules polluantes et en absorbant du dioxyde de carbone. Elle jouera également un rôle de protection contre le soleil, de climatisation et de contrôle du microclimat en fournissant de l'ombre, ce qui assurera un microclimat plus tempéré tout au long de l'année, susceptible de contrer l'effet « îlot de chaleur urbain ». Les plantes et leur substrat peuvent aussi dans une certaine mesure atténuer le bruit urbain ou le rendre plus supportable. 
Une certaine biodiversité devrait aussi s'installer dans cette forêt verticale (oiseaux, chauve-souris, insectes et autres invertébrés, ainsi que des lichens, mousses, champignon et épiphytes qui devraient se nourrir, s’abriter ou se reproduire dans ces arbres, plantes et leurs substrats. De fait, dès 2018, Stefano Boeri affirmait que quinze espèces d’oiseaux avaient nidifié sur les tours, notamment des faucons et des martinets.

### Choix de la végétation
Loin d'être prises au hasard, les plantes ont été choisies selon leur capacité à s'adapter au plein air et plein soleil, avec des espèces de montagnes notamment, comme la véronique en épi. 
Les diverses espèces d'arbres ont été choisies en fonction de critères formels et esthétiques : qualité ornementale, saison de floraison, absence d'allergènes, résistance au vent et aux parasites, maintien de leur forme après élagage, ou encore leur pouvoir anti-polluant par la fixation des micro-poussières présentes dans l'air. Ont notamment été sélectionnés chênes verts, noisetiers de Turquie, hêtres, frênes, oliviers, ainsi que pruniers, cerisiers et pommiers.
Préparés en pépinière, les arbres ont été hissés à l'aide de grues avec terre et racines dans leurs bacs ; ils devront être régulièrement taillés pour ne pas dépasser une hauteur de trois à six mètres afin de pouvoir résister au vent et de ne pas occulter la lumière.
Cette végétation buissonnante et arborée nécessitera une quantité importante d'eau pour compenser une évapotranspiration qui peut être intense en été. Elle nécessitera aussi un entretien régulier et des nutriments. Pour lutter contre les pucerons sans recourir aux pesticides, 9 000 coccinelles ont été déposées sur les façades.
Chacun des arbres est identifié par une séquence de deux lettres correspondant à son nom scientifique, suivies du numéro de l'étage et de sa position : QI.02.V01 signifie Quercus ilex (chêne vert), deuxième étage, terrasse.
Une équipe d'arboriculteurs s'occupera de tailler les arbres et du bon soin des plantes, en intervenant « quelque dix fois par an à l'aide de cordes et de grues pour l'élagage, et depuis l'intérieur des appartements pour la manutention. »
La diversité des essences et la variation des feuillages au fil des saisons créent un effet de polychromie calculé. En règle générale, les espèces à feuillage persistant sont situées sur le côté sud tandis que les espèces à feuilles caduques sont au nord et à l'ouest, et qu'à l'est dominent les tonalités fraîches et printanières. 
Le tableau ci-dessous représente les couleurs dominantes de certaines essences au cours des quatre saisons. 
| Nom de la plante                                  | Image                     | Automne                   | Hiver                     | Printemps                 | Été                       | Nom de la plante                         | Image               | Automne             | Hiver               | Printemps           | Été                 |
| ------------------------------------------------- | ------------------------- | ------------------------- | ------------------------- | ------------------------- | ------------------------- | ---------------------------------------- | ------------------- | ------------------- | ------------------- | ------------------- | ------------------- |
| Façade ouest, nord et est                         | Façade ouest, nord et est | Façade ouest, nord et est | Façade ouest, nord et est | Façade ouest, nord et est | Façade ouest, nord et est | Façade sud et ouest                      | Façade sud et ouest | Façade sud et ouest | Façade sud et ouest | Façade sud et ouest | Façade sud et ouest |
| Chêne vert Quercus ilex                           |                           | ●                         | ●                         | ●                         | ●                         | Chêne vert Quercus ilex                  |                     | ●                   | ●                   | ●                   | ●                   |
| Savonnier Koelreuteria paniculata                 |                           | ●                         |                           | ●                         | ●                         | Chêne pubescent Quercus pubescens        |                     | ●                   |                     | ●                   | ●                   |
| Poirier sauvage Pyrus pyraster                    |                           | ●                         |                           | ○                         | ●                         | Frêne à fleurs Fraxinus ornus            |                     | ●                   |                     | ○                   | ●                   |
| Arbousier Arbutus unedo                           |                           | ●                         | ●                         | ○                         | ●                         | Arbousier Arbutus unedo                  |                     | ●                   | ●                   | ○                   | ●                   |
| Amelanchier lamarckii                             |                           | ●                         | ●                         | ○                         | ●                         | Genêt à balais Cytisus scoparius         |                     | ●                   | ●                   | ●                   | ●                   |
| Aubépine monogyne Crataegus monogyna              |                           | ●                         |                           | ○                         | ●                         | Ceanothus americanus                     |                     | ●                   | ●                   | ●                   | ●                   |
| Millepertuis à grandes fleurs Hypericum calycinum |                           | ●                         |                           | ●                         | ●                         | Ceratostigma Ceratostigma plumbaginoides |                     | ●                   |                     | ●                   | ●                   |

### Adaptation du bâti aux arbres
Les architectes bénéficient des retours d'expérience des murs et terrasses végétalisées, mais il existe peu de bâtiments sur lesquels des arbres ont été durablement implantés en façade. 
Des calculs et des tests en soufflerie ont été effectués à l'École Polytechnique de Milan et à l'International Hurricane Center (IHRC) de Floride afin de s'assurer que les arbres résisteraient aux rafales de vent. Les balcons de 3m50 de profondeur sont beaucoup plus larges que la normale. Les sols des terrasses ont été renforcés d'acier et ont une épaisseur de 28 cm afin de pouvoir soutenir la charge structurelle imposée par les plantes. Le parapet est de 1,30 mètre de haut.
La disposition irrégulière des balcons, en plus de conférer un aspect dynamique à la tour, permet l'installation d'arbres allant jusqu'à neuf mètres de haut.
La surface est recouverte de grands panneaux de céramique de couleur grise avec finition mate.

### Contenants et sécurisation
Les contenants ont été conçus pour ne pas influer négativement sur la croissance des racines. Les dimensions des pots varient aussi en fonction des besoins en eau. Pour les arbres, les pots mesurent 1,10 m en hauteur et en largeur, tandis que pour les arbustes et buissons, les pots ont une hauteur et une largeur minimale de 0,50 m.
Tous les contenants sont réalisés en béton et recouverts d'une couche imperméable de bitume et d'un revêtement protecteur. La surface interne des contenants est pourvue d'un espace de drainage pour séparer le terreau de la membrane d'étanchéité, placée au fond du récipient. Celle-ci est constituée d'éléments filtrants en géotextile et d'une gaine anti-racine en polyéthylène.
Pour les plantes, un cadre en acier les ancre la terre. Dans le cas où un arbre devrait atteindre des proportions considérables, il est stabilisé avec des câbles en acier. Les systèmes d'ancrage sont conçus pour empêcher leur renversement ou leur chute, même dans des conditions météorologiques extrêmes. 
Le substrat de culture est composé de substances organiques ainsi que de lapilli, matériau d'origine volcanique poreux qui présente un taux élevé de rétention d'eau.

### Irrigation
L'irrigation des arbres se fait par un système centralisé d'irrigation goutte à goutte en utilisant l'eau récupérée des eaux grises produites par le système de climatisation du bâtiment ou provenant d'un aquifère. Une fois accumulée dans une citerne, l'eau s'écoule à travers un réseau de tuyaux d'irrigation. L'écoulement de l'eau est bloqué automatiquement lorsque la température est inférieure à 0 ° C.
L'approvisionnement en eau des plantes s'effectue au moyen d'une valve, d'un régulateur de pression et d'une unité de filtrage. L'irrigation, à commande électrique, prend en compte le besoin de chaque plante, chacune des valves étant indépendante et réglée pour garantir un débit d'eau idéal.

## Coûts (investissement, fonctionnement)
Les appartements qui se vendaient en 2012 à 3 000 €/m2 et plus, selon la hauteur, avaient quadruplé de prix en 2019 et se vendaient de 12 000 €/m2 à 15 000 €/m2.
Selon Boeri, l'investissement supplémentaire lié à l'intégration des arbres dans le bâtiment s'élève environ à 5 % des coûts de construction (pour les bacs de substrat et le renforcement de la structure pour soutenir les plantes). Le coût d'entretien des arbres, des plantes et des substrats est aussi à prendre en compte pour la durée de vie du bâtiment. Ces coûts sont cependant à pondérer par les avantages en matière d'esthétique, de qualité de vie et de services écosystémiques.

## Suites et perspectives
Ces deux tours, dans l'esprit des murs végétalisés, mais bien au-delà des vérandas ou petits jardins de balcon traditionnels, s'inscrivent dans le mouvement de « verdissement vertical »,,,, et de l' Ecolandscape design, des « murs vivants », et des jardins verticaux (vertical greening, vertical gardens), et sont considérées comme l'un des exemples les plus avancés d'intégration de la nature dans le bâti urbain, pouvant laisser imaginer ou préfigurer des villes denses et cependant moins anthropisées, formant des « territoires écologiques » où l'homme cohabiterait (dans un monde moins dichotomique) avec la nature et les autres espèces, dans des bâtiments entourés d'une « peau verte » et vivante et éventuellement de capteurs solaires. Ce projet a été visité par de nombreux architectes et personnalités et prospectivistes.
La manière dont la biodiversité sauvage s'adaptera à ce type d'environnement vertical intéresse l'écologie urbaine à un moment où d'autres projets envisagent de « passer du jardin vertical à la ferme verticale », en développant une  nouvelle forme d'agriculture urbaine verticale, qui puisse aussi, via les automatismes de la ville intelligente recycler les eaux usées et grises des habitants.
Les avantages, coûts et inconvénients respectifs, à court, moyen et long termes de systèmes végétaux enracinés sur un substrat plus ou moins naturel ou au contraire complètement hydroponiques doivent encore être évalués, de même que la résistance de ces végétaux aux UV solaires, à la chaleur en cas de canicules répétées, à l'ozone urbain, aux NOx, à la pollution lumineuse, aux polluants acidifiants, etc.

Dans une entrevue donnée en mai 2020, Stefano Boeri dressait un bilan très positif de toute l'opération : 

« Les arbres grandissent comme prévu. Ils permettent de conserver la chaleur l’hiver et la fraîcheur l’été dans les appartements, avec à la clef de substantielles économies de chauffage et de climatisation, et une réduction importante des émissions de CO2. La présence de ces arbres contribue également au bien-être physique et mental des habitants, qui sont ravis. Depuis la livraison du bâtiment, le prix des appartements a déjà doublé! »

L'architecte admet toutefois que le bilan carbone de la construction est assez élevé et dit qu'il peut maintenant faire mieux : « Nous tentons aussi de diminuer le bilan carbone de nos bâtiments en ayant davantage recours au bois, à la géothermie ou aux panneaux solaires, comme pour la construction de la tour qui sortira bientôt de terre à Villiers-sur-Marne. »
Il a en développement deux douzaines de projets similaires dans le monde : Chavannes-près-Renens (Suisse), Utrecht (Pays-Bas), Sao Paolo (Brésil), Tirana (Albanie); à Eindhoven, il a adapté son projet à la construction d'un logement social; à Nanjing, deux tours sont en construction, de 108 mètres et 200 mètres de haut, abritant bureaux, hôtel de luxe et commerces. Il a aussi un projet d'hôtel à Shanghaï. En France, la Forêt blanche de Villiers-sur-Marne sera « une tour de 54 mètres à structure en bois, couverte par 2 000 arbres et plantes. »
Il a aussi divers projets de villes-forêts à plus ou moins grande échelle. Outre Le Caire, Huanggang et le grand ensemble vert de Cancun, le studio d'architectes s'est vu confier par la Chine les plans de « la première ville verte » à Liuzhou : un ensemble de 200 immeubles comprenant bureaux, logements, commerces et équipements publics, où vivront 30 000 personnes.  

### Vidéographie
- "Could vertical forests improve our cities and health?", BBC, 9 octobre 2019 (durée : 3'22);
- Bosco verticale Filmé par un drone (durée : 3'01) ;
- Inauguration Inauguration officielle (durée : 1'20) ;
- Bosco verticale Présentation de Cynthia Whiteside (durée : 7'21) ;
- Intervista  Intervista all'agronomo Laura Gatti (paysagiste responsable) (durée : 7'08).